# Corynaea crassa
Corynaea crassa Hook.f. – gatunek bezzieleniowych roślin z rzędu sandałowców (Santalales) z monotypowego rodzaju Corynaea. Występuje naturalnie w Ameryce Centralnej i Południowej. 

## Rozmieszczenie geograficzne
Rośnie naturalnie w Kostaryce, Kolumbii, Wenezueli oraz Ekwadorze. Według innych źródeł występuje także w Panamie, Peru i Boliwii.

## Morfologia
Rośliny z rodzaju Corynaea, podobnie jak inne rodzaje z rodziny gałecznicowatych, tworzą pod ziemią bulwę o prostej budowie wewnętrznej i pozbawioną organów aż do czasu kwitnienia. Wówczas to powstaje kolbowaty kwiatostan składający się z łuskowatych liści i kwiatów znajdujących się w ich pachwinach. Kwiaty męskie mają pozostałości zredukowanego okwiatu i pręciki w takiej samej liczbie jak listki okwiatu. Kwiaty żeńskie są skrajnie zredukowane. Pozbawione są okwiatu. Ściana zalążni jest jednowarstwowa i zrośnięta z zalążkiem. 

## Biologia i ekologia
Jest rośliną bezzieleniową, co oznacza, że nie przeprowadza fotosyntezy, lecz wszystkie potrzebne do życia substancje organiczne czerpie z organizmu żywiciela.
W Boliwii rośnie w Andach na wysokości 2000–3000 m n.p.m.
Żywicielami najczęściej są gatunki rodzajów Chusquea, winorośl (Vitis) oraz dąb (Quercus). 

## Zmienność
W obrębie gatunku wyróżniono odmianę Corynaea crassa var. sprucei.